# Alte Kirche St. Kilian (Herbolzheim)

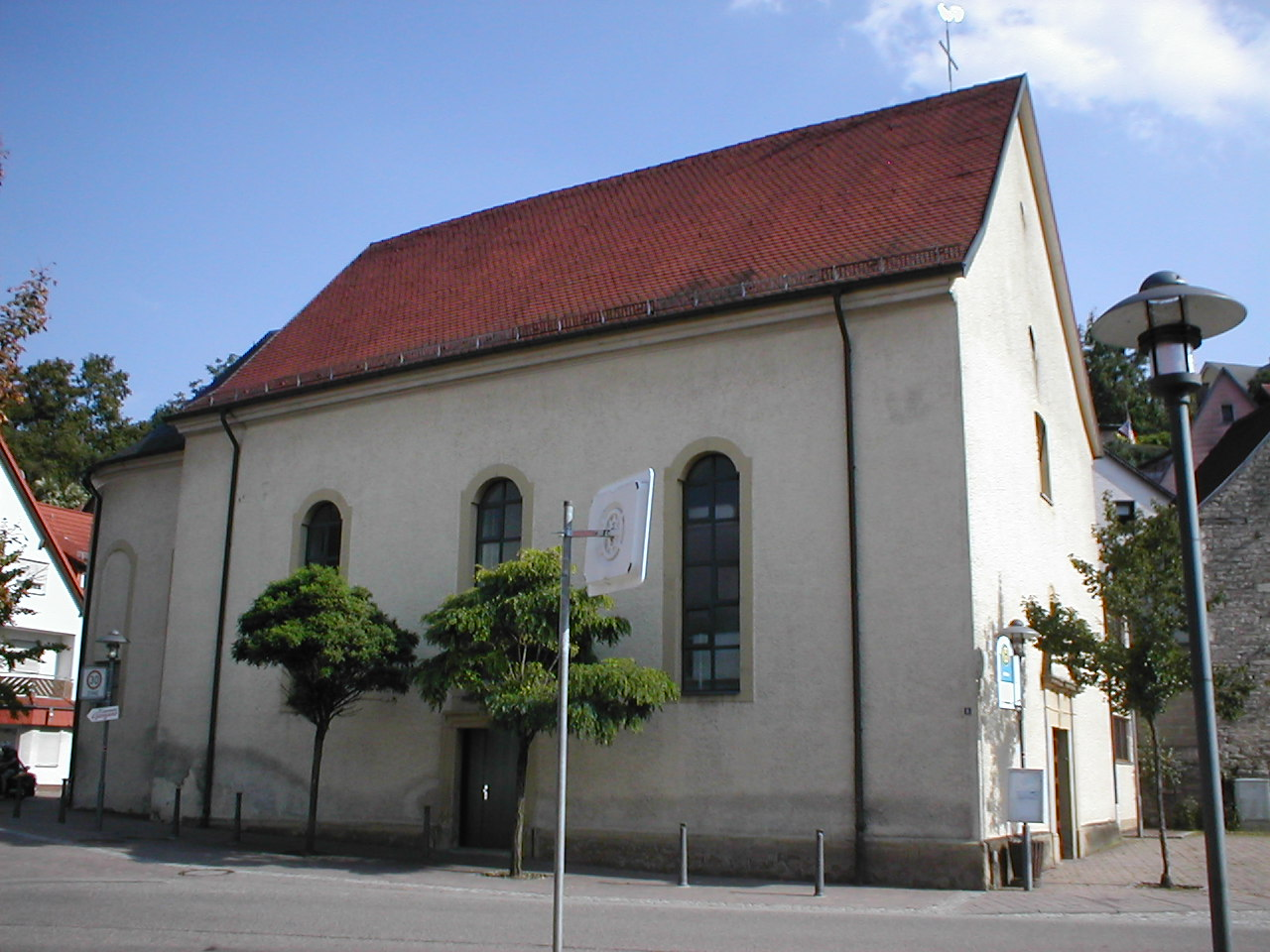
Alte Kirche St. Kilian in Herbolzheim

Die Alte Kirche St. Kilian (auch Bernhardusheim) in Herbolzheim, einem Ortsteil der Gemeinde Neudenau im Landkreis Heilbronn im nördlichen Baden-Württemberg, wurde 1770 in der Ortsmitte an der Stelle einer älteren Kapelle erbaut. Sie ersetzte die baufällige Kirche St. Wendelin auf dem Herbolzheimer Friedhof. Als die katholische Gemeinde des Ortes nach dem Zweiten Weltkrieg durch den Zuzug von Heimatvertriebenen stark anwuchs, errichtete man an anderer Stelle die größere heutige Kirche St. Kilian und hat die alte Kirche in der Ortsmitte zum Veranstaltungsgebäude Bernhardusheim umgewidmet.